# Studijní společnost
Studijní společnost (anglicky The Study society) je anglická společnost, kterou v roce 1951 založil Francis Roles. Vycházel z učení P. D. Uspenského.